# エルマンガルド・ド・トゥール
エルマンガルド・ド・トゥール（Ermengarde de Tours, 804年 - 851年3月20日）は、ローマ皇帝ロタール1世の皇后。エティコーネン家のトゥール伯ユーグの娘である。エルマンガルドは821年10月にロタール1世と結婚した。

## 生涯
母アヴァにより、エルマンガルドは高潔で敬虔に育った。エルマンガルドはブリクセンのサン＝ジュリー修道院で若年期の大半を過ごしたとみられ、そこで教育を終えた。アマルペルジュ（Amalperge）の死により、エルマンガルドは修道院長となった。
817年、ルートヴィヒ1世は長男ロタール1世を共治帝とし、ロタールはエルマンガルドに婚姻を申し込んだ。結婚式は821年10月15日にティオンヴィルで、シュトラスブルク司教アデロッホを含む32名の聖職者や貴族の参列する中で行われた。この結婚により、エティコーネン家はカロリング家と結びついた。結婚後、エルマンガルドはロタールからブリクセン修道院の保護権を譲られたが、生涯を通してこの修道院を保護することとなる。836年8月31日にロタールの師でもあったコルビー修道院長ワラが死去した際には、その冥福を祈った。この結婚生活の最初の数年は非常に幸福なものであった。しかし、ルートヴィヒ1世に息子らが反乱を起こした際には、夫ロタールはその陰謀の中心人物の一人であったが、最終的に面目をつぶされた格好となった。846年には、娘エルマンガルドがマーズガウ伯ギゼルベルトに誘拐され、強く衝撃を受けた。このような苦難と試練に対し、エルマンガルドは辛抱強く耐えた。その優しさと穏やかさで、エルマンガルドは夫の心をとらえ続け、その性格を和らげたが、それはエルマンガルドの後押しにより発行されたいくつかの特許状により裏付けられている。
846年、ルートヴィヒ1世の死の1年前に、父方の叔父ルタール・ド・スンゴーの同意のもと、エシェリーを含むアルザスの広大な領地をルートヴィヒから与えられた。エルマンガルドはそこに保護区を設け、夫の許可を得てゴルズ修道院に寄付した。ゴルズ修道院のものとなったその領地は、後に息子ロタール2世が859年10月15日に発行した特許状により追認された。849年、エルマンガルドはエルスタン修道院を創建したが、そこは817年にロタール1世が父ルートヴィヒ1世から特許状により与えられ、それを妃エルマンガルドに与えた場所であった。エルマンガルドによるエルスタン修道院の創建に関する特許状には、ロタールの署名があり、ロタールによって発行されたものである。それには教皇レオ4世の連署もあり、ストラスブールの公文書保管所で確認することができる。エルマンガルドはエルスタン修道院に隠棲し、そこで851年3月20日に死去したとされている。同修道院教会に埋葬された。マインツ大司教ラバヌス・マウルス・マグネンティウスが墓碑銘を作り、その徳をたたえた。サン＝ベルタンの年代記作者は、855年にエルマンガルドのことを「Ermengarda christianissima regina（敬虔な王妃エルマンガルド）」と記した。エルマンガルドの死後、娘ロトルードがエルスタン修道院の修道院長となった。

## 子女
ロタール1世との間に以下の子女をもうけた。
- ロドヴィコ2世（825年 - 875年） - 皇帝、イタリア王
- ヒルトルード（826年 - 865年） - スポレート公ベレンガーリオと結婚
- エルマンガルド（825年頃 - 849年） - マーズガウ伯ギゼルベルト（レニエ家）に誘拐され、結婚した。ギゼルベルトはロタールの弟シャルル2世の家臣であった。
- ベルタ（830年頃 - 852年） - アヴェネイ女子修道院長
- ギーゼラ（830年頃 - 856年） - ブレシアのサン・サルヴァトーレ女子修道院長
- ロタール2世（835年 - 869年） - ロタリンギア王
- ロトルード（836年 - 882年） - パヴィア生まれ。850/1年にナント伯ランベール2世（ヴィドー家、852年5月1日没）と結婚。エルスタン女子修道院長。
- シャルル（845年 - 863年） - プロヴァンス王